# André de Foix
André de Foix o Andrés de Foix, Señor de Asparros (o Lesparrou, Esparrós o Asparroz o Asparrots), (1490-1547) fue un comandante francés.

## Biografía
Fue el tercer hijo del matrimonio formado por Juan de Foix, vizconde de Lautrec y Vilamur, además de gobernador del Delfinado, junto a Juana de Aidia de Lescun. Hermano de Francisca de Foix, que era la amante de Francisco I de Francia, Odet de Foix y Thomas de Foix. Era primo segundo de la reina de Navarra Catalina de Foix.
Su carrera de armas la inició en Génova, en 1507, junto a su hermano Odet, aunque después no se conocen otras campañas. Sin embargo, «tanto él como Thomas, adquirieron experiencia de gobierno a la sombra de su hermano mayor, supervisando sus estados y sustituyéndole en su numerosas ausencias de Burdeos durante su gobierno de la Guyena.» Es por ello que en 1516 el rey Francisco I de Francia «le encargó apoyar a Juan III de Navarra en su fallido intento de recuperación del reino.» Pero en marzo de 1516 el mariscal Pedro de Navarra es capturado y André de Foix no tiene ocasión de intervenir.

### Campaña navarra de 1521
Tras el fracaso del segundo intento, Francisco I que «no deseaba entregar el mando a un jovencísimo Enrique II de Albret, aunque tampoco podía mostrar abiertamente el liderazgo francés» todavía, como consecuencia del Tratado de Londres (1518), encontró en el hermano de Odet y Francisca, muy cercanos al monarca, «una solución de compromiso interesante desde esta perspectiva debido a su parentesco» con los reyes de Navarra. Para compensar su escasa experiencia militar, su lugarteniente era un noble bearnés, Santa Coloma, que estaba «curtido en los campos de batalla.»
Tras la conquista de Navarra por las tropas castellanas y aragonesas, fue comandante del ejército de Guyena en el tercer intento de reconquistar el reino de Navarra por los reyes de Navarra. El 9 de mayo reúne un ejército de 12.000-15.000 hombres procedentes de Gascuña y Bearne iniciando la campaña tomando Saint-Palais y continuando con el asedio de San Juan de Pie de Puerto el 12 de mayo que se rinde tres días más tarde. La situación se repite el 16 de mayo en el castillo del Peñón, junto a Roncesvalles, y aprovechando la inercia se presenta en Pamplona mientras el virrey, Antonio Manrique de Lara, duque de Nájera, abandonaba la ciudad el 17 de mayo. En estas fechas, por ello, Íñigo de Loyola «llegó a Pamplona acompañando al pequeño ejército que su hermano mayor don Martín había levantado en Oyarzun con gentes del señorío de Loyola y de toda Guipúzcoa, para defender a Pamplona contra los franceses, siguiendo las órdenes de don Pedro de Beamonte quien había quedado como lugarteniente del Duque de Nájera cuando éste abandonó Pamplona el 17 de mayo.»
La merindad de Sangüesa se alzaba el 18 obligando la retirada de los castellanos de Lumbier. La capital, que se había alzado contra las tropas castellanas que se acuartelaron en la fortaleza, abre sus puertas el 19 a Santa Coloma, mientras el castillo mantiene su resistencia hasta que, tras el continuado bombardeo francés, el 25 de mayo el alcaide Miguel de Herrera capitula y rinde la plaza. Tras la rendición completa de Pamplona, otras plazas siguen sus pasos: Artajona, Estella, Tafalla y, por último, Tudela (30 de mayo). El entonces enclave castellano de Los Arcos fue saqueado y Viana resistió hasta el 3 de junio. El 6 de junio André de Foix daba cuenta al rey de Francia de la situación y de la recuperación del reino en menos de un mes.

#### Asedio de Logroño
Tras tomar Viana, en una decisión crítica que parece seguir las instrucciones del monarca francés, intentó infructuosamente asediar Logroño, teniendo que levantar el sitio el 11 de junio. Tradicoinalmente «la historiografía posterior, tanto francesa como española» ha considerado que esta decisión de Asparros se había tomado de forma personal «sacrificando una estrategia defensiva más conservadora que hubiera podido garantizar la conservación del reino de Navarra.» Pero recientes investigaciones han aclarado casi tajantemente este asunto con la carta de Asparros fechada el 8 de junio de 1521 donde le dice al rey Francisco I de Francia:

«Señor, mi hombre [el mensajero] llegó hace cuatro días ante mí a una legua de aquí [Viana] por el cual yo he visto y oído lo que por él os ha placido escribirme y mandarme. Y siguiendo vuestro deseo pasé antes de ayer el río Ebro para ver si yo podía tomar esta villa de Logroño.»
André de Foix, señor de Asparros, a Francisco I, 8 de junio de 1521, Biblioteca Británica, Manuscritos adicionales, 21512, f. 5r.

El asedio no debió ser muy hermético y la ciudad siguió recibiendo alimentos y tropas a pesar de la presencia de las tropas de Asparros. Además los escopeteros llegados desde Segovia con Pedro Vélez de Guevara hicieron mella entre las filas de artilleros franceses obligando a retrasar sus líneas con la consiguiente pérdida de precisión. La región en general había sufrido el año anterior una fuerte sequía con las subsiguientes malas cosechas.
Tras el fracaso del sitio de Logroño, la creciente indisciplina entre sus filas «por la falta de víveres y el adeudo de la paga», las noticias sobre la llegada de fuerzas de socorro castellanas y «la imposibilidad de reavivar con su iniciativa la revuelta comunera, pese a sus continuos intentos de contactar con cabecillas como María de Pacheco», el 11 de junio se repliega Asparros a Agoncillo, inicialmente, y el 19 de junio abandona Castilla hacia Pamplona, pero tomando una ruta distinta a la seguida en la llegada: siguiendo el curso del Ebro y acampando en Villafranca el 21 de junio. Tras esta maniobra parece ser que había dos razones fundamentales: avituallarse en la Ribera de Navarra, «menos castigada por el conflicto», al mismo tiempo que se mantenía sobre Castilla la amenaza de su ejército, dada la cercanía de Alfaro y Calahorra. Pero también se procuró un tercer objetivo estratégico: lograr la adhesión efectiva de las tropas del marqués de Falces, agramontés venido a menos «en la defensa de la causa Albret.»

#### Batalla de Noáin y prisión
Por momentos el ejército francés sufría «un intenso desgaste que se traducía en deserciones masivas» por lo que, remontando el curso del Arga, tras acampar y guarnicionar Miranda de Arga, entró en la Cuenca de Pamplona por el sur estableciendo su cuartel en el castillo de Tiebas. Para suplir la merma de efectivos convocó «a sus aliados navarros» para reforzar las tropas.
El 30 de junio de 1521 sería derrotado por las tropas castellanas (ejército real, caballería nobiliaria, milicias provinciales vizcaínas y guipuzcoanas y milicias municipales excomuneras), muy superiores en número, en la batalla de Noáin, con numerosas bajas en la que fue herido y hecho prisionero. 
El capitán castellano Miguel de Perea logró hacerse durante el combate con el estandarte real de los franceses, que era, en definitiva, el estandarte real de Francisco I: 

«En la batalla y vencimiento de los franceses que fue en Noayn, en la cuenca de Pamplona, domingo postrimero día de junio, él peleando en la dicha batalla tomó al alférez de Asparrós, capitán general de los franceses, el estandarte real que era blanco con una sancta Elena con una cruz en la mano dorada e un león dorado de amas partes con unos follajes e una letra que
dezía: «FIN AVRÁN». E el alférez que le llevaba murió allí. El qual estandarte dió e entregó al señor almirante de Castilla, governador destos reynos»
Declaración de Miguel de Perea

De alguna manera, Asparrós, derribado de su montura y viendo la situación perdida buscó rendirse ante Francés de Beaumont. Fue liberado en Aragón al poco tiempo (hacia el 10 de agosto) por propia iniciativa, al parecer, del mismo Francés de Beaumont que le supuso un largo proceso judicial, incluida su prisión en Zamora, hasta que el favor del rey Carlos I le devolvió a su palacio de Arazuri.

### Décadas de incertidumbre
Logró regresar ciego a Francia, con su carrera militar acabada. Su hermano Odet había salido triunfante del asedio a Bayona por las tropas españolas (septiembre de 1523). Pasado un tiempo, volvió a contar con el favor real mientras duró la prisión de Francisco I tras la derrota en Pavía. Aunque el rey siguió otorgándole favores, como la Orden de San Miguel, recibida entre 1521 y 1525o el título de conde de Montfort-l'Amaury, que desde 1521 se registra su uso durante la campaña: "señor de Asparros, conde de Montfort y vizconde de Villamur".
A comienzos de la década de los 40 la documentación sugiere que no se le prorrogó este último título, pasando a residir en los dominios de su esposa, Françoise de Bouchet, hija de Charles du Bouchet, barón de Sainte-Gemme, y de Madeleine de Fonseque. Firmó su testamento en Bernezay, a comienzos de 1547, falleciendo poco después ya que su viuda volvió a desposarse en enero de 1548.